# Marcus Iunius Silanus (Prätor 77 v. Chr.)
Marcus Iunius Silanus (Murena?) war ein römischer Politiker und 77 v. Chr. Prätor.

## Leben
Marcus Iunius Silanus gehörte der römischen plebejischen Adelsfamilie der Junier an und führte möglicherweise außer dem Cognomen Silanus noch den weiteren Beinamen Murena, der auf eine ursprüngliche Herkunft aus der Familie der Licinii Murenae deuten könnte. Laut einer Inschrift aus Priene amtierte er zu Anfang des 1. Jahrhunderts v. Chr. in der Provinz Asia als Quästor.
Die nächste bekannte Station seines cursus honorum ist die Prätur, die er 77 v. Chr. bekleidete. Im darauffolgenden Jahr 76 v. Chr. beobachtete er, als er in Asia die Stellung eines Prokonsuls einnahm, mit seinem Gefolge eine Himmelserscheinung. Aus seiner Provinz nahm er ein Porträt des athenischen Malers Nikias nach Rom mit, das später auf Befehl des Kaisers Augustus in die Curia Iulia überführt wurde. Möglicherweise war er der Vater des gleichnamigen Konsuls von 25 v. Chr. Sein Todesjahr ist unbekannt.